# Nham mạc

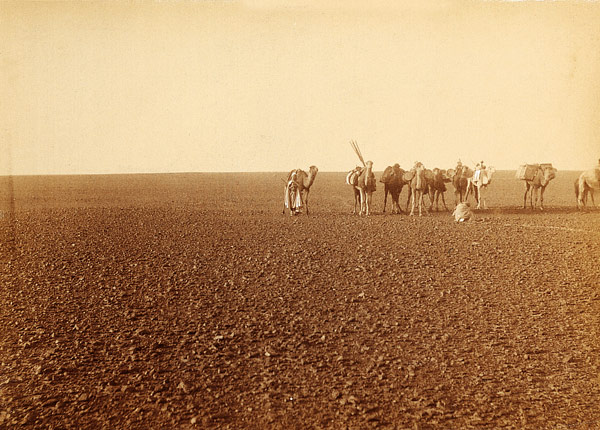
Nham mạc đen ở Tademayt, Algeria

Nham mạc (tiếng Anh: hamada; tiếng Ả Rập: حمادة ḥammāda; tiếng Trung: 岩漠 yánmò) còn gọi là hoang mạc đá, là một kiểu cảnh quan hoang mạc bao gồm các cao nguyên đá cứng, cao, cằn cỗi, phần lớn cát đã bị loại bỏ bởi quá trình trầm tích gió. Phần lớn địa hình ở Sahara là nham mạc, các nham mạc khác là hoang mạc Negev ở Israel và cao nguyên Tinrhert ở Algeria.

## Hình thành
Nham mạc được tạo ra bởi gió loại bỏ các sản phẩm tốt của thời tiết: một quá trình aeilian được gọi là giảm phát. Các sản phẩm hạt mịn hơn được loại bỏ ở dạng huyền phù, trong khi cát được loại bỏ thông qua quá trình muối hóa và leo bề mặt, để lại cảnh quan toàn sỏi, đá tảng và đá trơ trụi.

## Địa hình liên quan
Nham mạc có liên quan đến bề mặt hoang mạc, xuất hiện dưới dạng đồng bằng đá hoặc vùng trũng được bao phủ bởi sỏi hoặc đá cuội, chứ không phải là cao nguyên vùng cao.
Nham mạc tồn tại trái ngược với sa mạc, là những khu vực rộng lớn có cồn cát dịch chuyển.